# Müntz (Titz)
Müntz is een plaats in de Duitse gemeente Titz, deelstaat Noordrijn-Westfalen, en telt 639 inwoners (2006).